# Sárgarépa
| Energia 41 kcal 173 kJ |        |
| Szénhidrátok | 9.6 g  |
| - Cukrok 4.7 g |        |
| - Étkezési rostok 2.8 g |        |
| Zsír | 0.24 g |
| Fehérje | 0.93 g |
| A-vitamin ekviv. 835 μg | 104%   |
| β-karotin 8285 μg | 77%    |
| Tiamin (B1-vitamin) 0.066 mg | 6%     |
| Riboflavin (B2-vitamin) 0.058 mg | 5%     |
| Niacin (B3-vitamin) 0.983 mg | 7%     |
| Pantoténsav (B5-vitamin) 0.273 mg | 5%     |
| B6-vitamin 0.138 mg | 11%    |
| Folsav (B9-vitamin) 19 μg | 5%     |
| C-vitamin 5.9 mg | 7%     |
| E-vitamin 0.66 mg | 4%     |
| Kalcium 33 mg | 3%     |
| Vas 0.3 mg | 2%     |
| Magnézium 12 mg | 3%     |
| Mangán 0.143 mg | 7%     |
| Foszfor 35 mg | 5%     |
| Kálium 320 mg | 7%     |
| Nátrium 69 mg | 5%     |
| Cink 0.24 mg | 3%     |
| Közvetlen hivatkozás az adatbázisra A százalékos értékek az amerikai felnőttek számára javasolt napi mennyiségre (RDA) vonatkoznak. Forrás: USDA tápanyag adatbázis |        |

A sárgarépa (Daucus carota subsp. sativus) fontos zöldségnövény, jelentős vitaminforrás, régóta ismerjük és termesztjük.
A vadon előforduló, Európában és Délnyugat-Ázsiában őshonos vadmurok (Daucus carota) háziasított alfaja. A nemesített változat a vadhoz képest jóval nagyobb répatesttel rendelkezik, ízletesebb és kevésbé fásodó szerkezetű.
Pliniustól tudjuk, hogy ez a négyezer éves kultúrnövény eredetileg vékony, kemény gyökér volt, és a késő római időkben kezdték nemesíteni.
Magyar elnevezése a narancssárga színnel azonosítja, bár lila, piros, fehér, sárga színű változatai is elterjedtek, főként Ázsiában. Narancssárga nemesített fajtája a 17. században holland kertészek nyomán terjedt el.
Erdély egyes vidékein murok a neve.

## Leírása
Kétéves növény, az első évben tőleveleket fejleszt és zömök raktározó főgyökeret. A répatest részben a sziklevelek alatti szárrészből fejlődik. A második évben megjelenik a magszára, amelyen fehér szirmú virágai összetett ernyő virágzatot alkotnak. Szár- és tőlevelei egyaránt szárnyaltak, erősen szabdaltak. Termése ikerkaszat. Nem megfelelő vetőmag esetén első évben is virágozhat.

## Története
Származási helye (géncentruma) Nyugat-Ázsia (a mai Afganisztán és Irán területe). Évszázadok során nemesítették a mai változatokra, azzal a céllal, hogy édesebb legyen, ill. csökkenjen a gyökér fásodása.
Első „klasszikus” utalások a gyökér felhasználására az 1. századból valók (Dioszkoridész: De materia medica). Európába a 8. században mórok közvetítésével jutott el az Ibériai-félszigetre, innen terjedt el Észak-Európa felé. A 12. századi andalúziai arab tudós földműves, Ibn al-'Awwam átfogó művében, a Könyv a mezőgazdaságról (Kitab al-Filaha) említ piros és sárga színű répatesteket. A jelenlegi narancssárga színűre holland kertészek nemesítették a 17. században.
Magyar leírás elsőként 1664-ből származik a sárgarépáról Lippay Jánostól (1606–1666).

## Tápanyagok
A termesztett sárgarépa kb. 88% vizet, 7% cukrot, 1% fehérjét, 1% rostot, 1% hamut és 0,2% zsírt tartalmaz. A rost főleg cellulóz, kisebb részben hemicellulóz és lignin. Elhanyagolható mennyiségben tartalmaz keményítőt. A zöldség íze főként a glutaminsavnak és a többi szabad aminosavnak köszönhető. Más savakat nyomokban tartalmaz, ilyenek a borostyánkősav, α-ketoglutársav, tejsav és glikolsav (gyümölcssav); a fő fenolos sav a kávésav.
Narancssárga színének okozója a β-karotin, kisebb mennyiségben α- és γ-karotinok. Az α- és β-karotin részben átalakul A-vitaminná az emberi szervezetben.
Átlagosan 6–54 mg közötti mennyiségben tartalmaz karotinokat 100 g sárgarépa. A baromfitartók emiatt sárgarépa kivonatokat adnak az állatoknak, hogy javítsák azok húsának és a tojásaik sárgájának színét. A sárgarépa gazdag antioxidánsokban és ásványi anyagokban. A népi gyógyászatban nőknél a kismedencei terület és méhkörnyéki véráramlás emelésére használják; további célokra mint szélhajtó (csökkenti a felfúvódást), emésztési problémák kezelésére, bélférgek ellen, székrekedés esetén és mandulagyulladáskor.
Az A vitamin hiány tünetei egyebek mellett a farkasvakság, hajhullás, bőrszárazság. Egy városi legenda szerint aki sok sárgarépát eszik, az éjjel is élesen lát. Ez a történet a második világháborúra nyúlik vissza, amikor a német légierő a Brit szigetet támadta. A Királyi Légierő azt a pletykát terjesztette, hogy a pilóták a sok sárgarépa fogyasztásától látnak jól az éjszakai támadások alkalmával, hogy ezzel megpróbálja elkendőzni a kifejlesztett és alkalmazott új radartechnológiákat, valamint a piros jelzőfény használatát a repülőgépek műszerfalán, ami nem károsítja annyira az éjszakai látást.

## Felhasználása, elkészítési módok
Nyersen fogyasztva főként gyerekeknek értékes és tápláló kiegészítő étel. A rövid tenyészidejű fajták friss fogyasztásra alkalmasak, míg a hosszú tenyészidejű fajták vermelve, homokba rakva jól tárolhatók. Használhatjuk levesek, saláták, főzelékek, hidegkonyhai készítmények, bébiételek készítésére, és nagyon sok ételkülönlegesség ízesítője vagy díszítője is lehet.
A sárgarépát a legkülönfélébb módokon elkészítve lehet fogyasztani. A nyers sárgarépából a β-karotin tartalomnak csak 3%-a szabadul fel az emésztés során, ez az elkészítéssel, pépesítéssel, főzéssel, étkezési olaj hozzáadásával 39%-ra is feljavítható.
Felhasználható apró darabokra vágva sütni, párolni, főzni, levesekbe és szószokba, bébiételekbe és állateledelbe.
A sárgarépa zöldje is ehető, bár emberi fogyasztása nem túl gyakori. Erre a célra a sűrű vetések egyelésénél kihúzgált (még vastag gyökeret nem fejlesztett) növények alkalmasak. Általában sültek mellé, salátába teszik.
Az 1980-as évek óta lehet kapni bébirépákat (amelyek meg vannak hámozva és egyforma méretű hengerekre vágva) és nyugatabbra népszerű rögtön fogyasztható gyorsételek.
Pépesítve bébiételek készülnek belőle; víztelenítve chips, pehely, por; vékonyan szeletelve olajban ki lehet sütni, mint a burgonyát.
A sárgarépa édes íze lehetővé teszi, hogy édességek is készüljenek belőle, mint sütemény, puding, gyümölcslekvár része. A sárgarépalé széles körben forgalmazott egészségvédő italként önmagában vagy mással keverve (pl. céklalével, narancslével).
Napi 15 gramm sárgarépa fogyasztása fedezi a napi szükségletet, ezért figyeljünk oda a túladagolásra, mert inkább gyerekeknél ellenreakciót válthat ki. Magas bétakarotin tartalma miatt a cigarettázók nem tolerálják, ugyanis nikotin jelenlétében a karotin fölösleg nehezen ürül ki a vérből.[forrás?]
A sárgarépában fel tud dúsulni a nitráttartalom, mely ásott, nitráttal szennyezett talajvízkutakból öntözött, illetve erősen trágyázott földön nevelt növényben figyelhető meg. A magas nitrát tartalmú répából készült bébiétel a csecsemők és kisgyermekek számára halálos kimenetelű mérgezést okozhat. A nyolc hónaposnál fiatalabb csecsemők szervezetében nem alakul ki a nitrát lebontó enzim, mely csak a gyermek három éves korára fejlődik ki teljesen. A nitrát a vérben a hemoglobinhoz kötődik, így az képtelenné válik az oxigénszállításra, ezáltal oxigénhiány lép fel a szervezetben, melynek hatására a kisbaba szája és bőre kékeslila színűvé válhat. Ilyen esetben azonnal orvoshoz kell fordulni!
A nyulak és lovak egyik kedvenc eledele.

## Termesztése
Napos-félárnyékos helyen érzi jól magát. Februártól vethető a magja, öntözött területen júniusig a rövid tenyészidejű fajták. Homokos-vályogos talaj az ideális, köves talajban nem lesz egyenes a gyökér. Elterjedt termesztési mód az emelt ágyásos termesztés.
A piacra termelés gondos fajtaválasztást igényel, a különböző célokra különböző fajták alkalmasak. Friss piaci eladásra gyorsan növő, korán betakarítható fajtákat célszerű választani (ezek tenyészideje kb. 2-3 hónap); a feldolgozóipar számára a nagy szárazanyagtartalom értékes, ezek késő őszi betakarítást jelentenek.

## Termelése
2023-ban a sárgarépát 131 országban termesztették 1,1 millió hektár földterületen, és az éves termésmennyisége meghaladta a 41,3 millió tonnát. 2013 és 2023 között a sárgarépa földterülete lényegében változatlan maradt, minimálisan 1,3%-ot csökkent, míg a termésmennyisége 38 millió tonnáról 41,3 millió tonnára (8,7%) nőtt.
A világ legnagyobb sárgarépa termelői közé tartozik Kína (44,6%), Üzbegisztán (8,3%), Oroszország (3,4%), Egyesült Államok (3,2%) és Ukrajna (2%). Ezek az országok a 2023-as termelésük alapján az első öt helyen álltak. 2023-ban Kína és Üzbegisztán az éves termés több mint felét (52,9%) adták a világ sárgarépa termelésének.
Legnagyobb exportáló országok Kína (19,6%), Hollandia (11,6%) és Spanyolország (7,3%), míg a legnagyobb importországok Németország (13,3%), az Egyesült Államok (12,6%) és Kanada (7,4%).
2023-ban Magyarország 72 ezer tonna sárgarépát termelt, így a 131 országból az 54. legnagyobb sárgarépa termelő volt. Magyarország főleg Hollandiából (29,6%), Németországból (16,8%) és Ausztriából (16,5%) importált sárgarépát. A behozott, valamint a megtermelt sárgarépa egy részét tovább értékesítette az ország, főleg Románia (90,9%), Szlovákia (5,6%) és Ausztria (1,1%) felé.

## Betegségek, kártevők
Néhány gombák által okozott betegsége a levélen: 
lisztharmat (Erysiphe heraclei), alternáriás levélfoltosság (Alternaria porri f. sp. solani); a gyökéren szklerotíniás rothadás (Sclerotinia sclerotiorum).
Kártevői a sárgarépalégy (Chamaepsila rosae), gyökérgubacs fonálférgek (Meloidogyne hapla), cserebogarak pajorjai, (Melolonthidae sp.), mocskospajorok (a vetési bagolylepke, Scotia segetum lárvája), lótücskök (Gryllotalpa gryllotalpa), drótférgek (a pattanóbogarak lárvái (Agriotes sp.)).

## Fajták
A sárgarépa fajták két nagy osztályba sorolhatók, a keleti és nyugati fajtába. A közelmúltban számos újdonság jelent meg, amelyeket sajátos jellemzőik miatt termesztenek.
A keleti fajtát Közép-Ázsiában háziasították a mai Afganisztán és Irán területén a 10. század környékén. Ezek a fajták lila és világossárga színűek és gyakran elágazódik a gyökér. A lila színért az antociánok felelősek.
A nyugati fajtát a 17. században Hollandiában nemesítették. A narancssárga színt a karotinok okozzák. Akkoriban ennek a színnek politikai jelentősége volt a hollandok számára: a németalföldi szabadságharcok vezetőjének, Orániai Vilmos tiszteletére. (Willem van Oranje nevében az oranje hollandul narancssárgát jelent, és az első holland zászlón is ezt a színt használták 1575-ben.)
A nyugati fajták a gyökér alakja szerint csoportosíthatók:
- Chantenay fajták rövidebbek, de nagyobb kerületűek (akár 8 cm), válluk széles, hegyük lekerekített, feldolgozásra, tárolásra alkalmasak.
- Danvers fajták kúp alakúak, válluk széles, végük hegyes. Jobban tűrik a kötöttebb talajt. Gyakran pépesítik, bébiétel készül belőlük. 1871-ben nemesítették Danvers-ben.[25]
- A kisebb, gömbölyű fajtákat karottának is nevezik[26]

Magyarországon és világszerte számos más fajtát is termesztenek.

## Élettani hatása
A sárgarépa egy rendkívül tápláló és egészséges zöldség, amely számos pozitív hatással van a szervezetre. Gazdag béta-karotinban, amely a szervezetben A-vitaminná alakul, és hozzájárul a látás javításához és a szem egészségének megőrzéséhez. Emellett magas antioxidáns tartalma segít a sejtek védelmében és az immunrendszer erősítésében.
A sárgarépa rostban is gazdag, amely támogatja az emésztést és segíthet a székrekedés megelőzésében. Rendszeres fogyasztása hozzájárulhat a bőr egészségének fenntartásához és a szív- és érrendszeri betegségek kockázatának csökkentéséhez. Az alacsony kalóriatartalmának köszönhetően pedig kiváló választás lehet a diétázók számára is.

## Fordítás
- Ez a szócikk részben vagy egészben a Carrot című angol Wikipédia-szócikk ezen változatának fordításán alapul.  Az eredeti cikk szerkesztőit annak laptörténete sorolja fel. Ez a jelzés csupán a megfogalmazás eredetét és a szerzői jogokat jelzi, nem szolgál a cikkben szereplő információk forrásmegjelöléseként.